# Süsü
Süsü – a Süsü, a sárkány című bábfilmsorozat főszereplője, amelynek forgatókönyvét Csukás István írta, a bábokat és a díszleteket Lévai Sándor tervezte, a rendező: Szabó Attila,  szereplő hangját Bodrogi Gyula adta. A bábot Kemény Henrik, Pehartz Imre mozgatta. A dramaturg Takács Vera volt.

## Történet
Süsü, a „híres egyfejű”, egy jóindulatú sárkány, akit eredeti hazájában, a sokfejű sárkányok földjén gyakran kigúnyoltak az egyetlen feje miatt. Mikor az apja elküldte Süsüt, hogy ölje meg az ellenségét, Süsü inkább meggyógyította, a sárkánykirály mérgében kitagadta.
Süsütől az emberek eleinte rettegtek, és azt hitték, a király lányát jött elrabolni. Szerencsére összetalálkozott a kóbor királyfival, az egyetlen emberrel, aki megértette. Süsü és a királyfi látszat-párviadalt vívtak a királylányért, amit az előzetes megbeszélés szerint Süsünek kellett volna megnyernie, de elárulta magát, így végül mégis a királyfi vette feleségül a királylányt.
Süsüt ezután befogadják a várba, ahol rengeteget segít az embereknek: követ tör, szenet éget, fát vág, és megvédi a várat a gonosz Torzonborz király seregeitől. A legjobb barátja a kóbor királyfi fia, a Kiskirályfi.
Végül a sárkánykirály úgy dönt, hogy visszafogadja, és megházasítja kitagadott fiát. Süsü először fél a házasságtól, de mikor találkozik a (szintén egyfejű) sárkánylánnyal, azonnal beleszeret. Búcsút vesz az emberektől, és visszatér a sárkányok földjére.
Süsü tud tüzet okádni, de ezt a képességét soha nem használja emberek ellen. Kedvenc étele a vadkörte, és nagyon szereti a pillangókat.
A sorozatnak folytatása is készült, a Süsüke. Ebben Süsünek egy fia születik, Süsüke, aki izgalmas kalandokat él át.

## Művek melyben Süsü megjelenik
- A Süsü, a sárkány című magyar bábfilmsorozat 1976-tól 1984-ig készült a Magyar Televízióban.
- Süsü, a sárkány (meseregény)
- Süsü, a sárkány (meselemezek)
- Süsü Varázs,  2002-2004 között futó reggeli betelefonálós gyerekműsor, amelynek Süsü a műsorvezetője.
- Süsüke, a sárkánygyerek (meseregény) (Gesta Könyvkiadó, 1998) Rajzolta: Füzesi Zsuzsa
- Süsüke újabb kalandjai (meseregény) (Gesta Könyvkiadó, 2000) Rajzolta: Foky Ottó
- Süsüke, a sárkánygyerek egy 2001-ben készült magyar bábfilmsorozat, amely Süsü fiáról, Süsükéről szól.